# Trifolium glanduliferum
Trifolium glanduliferum é uma espécie anual de planta com flor pertencente à família Fabaceae. Planta com polinização alogâmica.
O seu nome comum é trevo-glandulífero.

## Morfologia
Porte semi-ereto, não ultrapassando normalmente os 40 a 50 centímetros. Folhas frifolioladas.

## Requisitos ambientais
Boa adaptação a vários tipos de solos, tanto bem drenados como periodicamente encharcados e com pH entre 6,5 e 8. Ciclo vegetativo muito curto, que pode completar com uma precipitação anual de apenas 375 mm.